# Ministère du Commerce et de l'Industrie (Haïti)
Le Ministère du Commerce et de l'Industrie  (MCI) est un ministère du gouvernement d'Haïti responsable du commerce et de l’industrie en Haïti.

## Missions
Le Ministère du Commerce et de l’Industrie a pour mission de formuler et d’appliquer la Politique du Gouvernement haïtien dans les domaines du commerciale et de l’industrie.
Ses responsabilités principales sont: 
- définir les lignes directrices de la politique commerciale et industrielle
- étudier les moyens de promouvoir le développement du Commerce et de l’industrie
- coordonner les négociations tendant aux conclusions des accords, conventions,  traités en matière commerciale, industrielle ou dans le domaine de l’intégration économique.
- appliquer sur toute l’étendue du territoire de la République les lois, les arrêtés, les règlements et les communiqués relatifs aux  activités commerciales et Industrielles.
- définir et coordonner les activités de promotion commerciale et industrielle à l’étranger.
- superviser et orienter les activités des organismes publics ou semi-publics sous sa tutelle.
- servir d’intermédiaire entre les Chambres de Commerce et d’Industrie et les associations de protection du consommateur.